# Roger Abdelmassih
Roger Abdelmassih (São João da Boa Vista, 3 de octubre de 1943) es un ex-médico especialista en reproducción humana y violador en serie brasileño, que fue condenado a 278 años de prisión por 52 violaciones y cuatro intentos de violación.
Sus víctimas eran clientes que buscaban tratamiento en su clínica y a quienes atacaba mientras estaban bajo la influencia de sedantes utilizados durante el proceso de fertilización.
Los crímenes, ocurridos entre las décadas de 1990 y 2000, fueron calificados de «monstruosidades» por el sitio web de la revista Aventuras na História en marzo de 2020. Las referencias a él en medios en idioma portugués también utilizan el término médico e monstro («médico y monstruo»), en referencia al título alternativo en portugués del libro El extraño caso del doctor Jekyll y el señor Hyde, O médico e o monstro («El médico y el monstruo»).
El registro profesional de Abdelmassih fue revocado el 20 de mayo de 2011.

## Biografía
Hijo de los comerciantes libaneses Olga y Jorge, Roger Abdelmassih nació en São João da Boa Vista, en el interior del estado de São Paulo. Buen estudiante en las escuelas a las que asistió, aprobó «a la primera» y se graduó en Medicina en la Universidad Estadual de Campinas (Unicamp) en 1968.
Con su primera esposa adoptó dos hijos, los médicos Soraya Ghilardi y Vicente Ghilardi (quienes luego cambiaron su apellido, llamándolo una «herencia maldita»).
Posteriormente se casó con la exfiscal Larissa Maria Sacco, con quien tuvo dos hijos gemelos.

### Carrera en Medicina
Según el portal Aventuras na História, siempre había sido ambicioso y, tras graduarse, se especializó en urología, pero sólo atendiendo a personas de élite «que aportaran algo a su carrera profesional». A finales de los años 1970, comenzaron a surgir los primeros casos de fecundación in vitro. Abdelmassih, junto con Milton (otro médico con el que trabajó), quedaron impresionados con la idea de traer la técnica a suelo brasileño, pero ambos tenían diferentes motivos para hacerlo. Si bien el otro pensaba en cuántas mujeres podría ayudar con el proceso, Abdelmassih solo pensaba en la fama y la riqueza que alcanzaría gracias a ello, informó el portal.
Con el fin de la asociación entre los médicos, Abdelmassih abrió una clínica en São Paulo, convirtiéndose en uno de los pioneros de la fecundación in vitro en Brasil.
Se hizo conocido a nivel nacional por atender a las esposas de diversas personalidades, como Pelé, el expresidente Fernando Collor, y el senador Renan Calheiros, entre otros. Uno de los casos más publicitados fue el de las hijas gemelas del presentador de televisión Gugu Liberato.

## Crímenes
Según el portal Aventuras na História, las primeras denuncias surgieron en Orkut aparecieron en 2006. Una usuaria anónima, Iris, creó una comunidad para comentar los delitos que afirmó sufrir a manos de Abdelmassih. No tardó en crecer el número de mujeres que dijeron haber pasado por situaciones similares, todas ellas víctimas de violación por el médico, escribió el portal. Sin embargo, los relatos de los primeros crímenes datan de la década de 1990 (o 1968, según Super Interessante), pues, según un artículo de SciELO, más de una mujer había presentado denuncias, pero fueron desalentadas debido al poder del médico. Una de ellas informó que había acudido a la comisaría inmediatamente después de ser violada, pero el jefe de policía le había dicho que sería difícil probar una acusación contra el «doctor de las estrellas».
El caso comenzó a ganar atención nacional unos tres años después, a principios de 2009, cuando la prensa informó que Abdelmassih había abusado sexualmente de sus pacientes. Él negó las acusaciones, pero pronto el número de quejas superó las 60, provenientes de tres estados diferentes. Abdelmassih se defendió diciendo que estaba siendo perseguido por clientes insatisfechos y que todo era un montaje de los competidores.
En aquel momento, Abdelmassih alegó a la prensa que el propofol, el medicamento anestésico utilizado en el momento de la implantación del embrión, puede provocar alucinaciones sexuales.
Super Interessante escribió que, tras la publicación de las historias de las víctimas en la prensa, «todo el material genético manipulado en la clínica se volvió cuestionable. Quizás haya padres que no son padres y madres que recibieron óvulos de otras donantes».

### Prisión preventiva
Con las acusaciones y el inicio de las investigaciones, el 17 de agosto de 2009, el juez del 16.º Juzgado Penal de São Paulo, Bruno Paes Stranforini, ordenó la prisión de Abdelmassih, pero el 24 de diciembre siguiente, después de cuatro meses de prisión, Abdelmassih fue liberado tras obtener un habeas corpus concedido por Gilmar Mendes, entonces presidente del Supremo Tribunal Federal de Brasil, quien revocó su prisión preventiva.
Abdelmassih fue condenado el 23 de noviembre de 2010 a 278 años de prisión por el juez Kenarik Boujikian Felippe, del 16.º Juzgado Penal de São Paulo. Fue acusado de 52 violaciones de pacientes en su clínica, ubicada en una zona privilegiada de São Paulo, y condenado por violación y atentado al pudor, a pesar de algunas sentencias absolutorias. Condenado, Abdelmassih consiguió, nuevamente por decisión de Gilmar Mendes, el derecho a recurrir en libertad a través de una medida cautelar concedida en el habeas corpus presentado ante el Supremo Tribunal Federal (STF).
Tras conocerse que el médico pretendía renovar su pasaporte, el tribunal ordenó su arresto bajo sospecha de que podría abandonar el país. Sin embargo, antes de que pudiera ser capturado, huyó de Brasil a principios de 2011, terminando en la lista de buscados de Interpol y convirtiéndose en uno de los 25 criminales más buscados por la Policía Civil de São Paulo.
En la época, se supuso que había huido a través de la frontera con Paraguay, rumbo a Uruguay, desde donde, utilizando un pasaporte falso, huyó al Líbano, país con el que Brasil no tiene tratado de extradición. Sin embargo, Abdelmassih en realidad había permanecido en Paraguay, viviendo con su esposa Larissa Maria Sacco y sus hijos gemelos en Asunción, donde se hizo pasar por un empresario paraguayo, utilizando el nombre de Ricardo Galeano.

### Prisión definitiva
Después de más de tres años de ser buscado por la policía brasileña, Abdelmassih fue detenido por la Policía Federal el 19 de agosto de 2014, a las 13:25 horas. La detención se produjo cerca de la escuela donde había dejado a sus hijos y a su esposa. Llegó a Brasil el 20 de agosto de 2014 y fue enviado a la Penitenciaría II de Tremembé.
La defensa de Abdelmassih, compuesta por el exministro de Justicia Marcio Thomaz Bastos y el abogado José Luis Oliveira Lima, no se pronunció sobre la detención. En un comunicado, la defensa afirmó que aún espera el resultado de un recurso ante el Tribunal de Justicia de São Paulo contra la condena de primera instancia. Incluso con la fuga, los abogados aún podrían recurrir ante los tribunales superiores de Brasilia.
La Fiscalía de São Paulo también apeló esta decisión con el objetivo de aumentar la pena a 278 años de prisión. A pesar de que la sentencia contiene casi tres siglos, la ley brasileña impide que los criminales sean encarcelados por más de 30 años.
El 29 de septiembre de 2017, el ministro Ricardo Lewandowski del Supremo Tribunal Federal otorgó una decisión favorable al penal para que pudiera cumplir el resto de su pena en prisión domiciliaria. Para tomar la decisión, Lewandowski tuvo en cuenta la conducta del exmédico y su historial clínico de problemas cardíacos. Esta decisión fue revocada el 13 de agosto de 2019, ante sospechas de que el condenado falsificaba sus exámenes, utilizando a escondidas medicamentos que alteraban los resultados clínicos, lo que favoreció la decisión de que cumpliera la condena en su domicilio.
El 6 de mayo de 2021, pudo nuevamente cumplir la pena en su domicilio, siendo que la jueza Sueli Zeraik de Oliveira Armani, del Tribunal de Ejecución Penal de Taubaté, ordenó el seguimiento a través de una pulsera electrónica en el tobillo. Esta decisión fue revocada nuevamente el mes de julio siguiente.
En noviembre de 2021, fue internado en el Hospital Penitenciario del Estado de São Paulo, tras lo cual la defensa intentó un nuevo arresto domiciliario, que le fue denegado.